# Mido
Ahmed Hossam Hussein Abdelhamid (arabiska: احمد حسام حسين عبد الحميد), mest känd som Mido, född 23 februari 1983 i Kairo i Egypten, är en egyptisk före detta fotbollsspelare (anfallare) som sedan november 2016 är tränare i Wadi Degla.

## Klubbkarriär

### Al-Zamalek och KAA Gent
Mido påbörjade sin proffskarriär i egyptiska Al-Zamalek 1999, där han gjorde tre mål på fyra matcher; det fick upp ögonen för belgiska KAA Gent som skrev kontrakt med honom 2000. Succén i Belgien var uppenbar med elva mål på 21 matcher och han belönades med belgiska ebenholtsskon under sin enda säsong hos klubben.

### Ajax
2001–2003 spelade han för nederländska topplaget Ajax. I september 2001 fick han hjärnskakning i en UEFA-cupmatch mot Apollon Limassol, efter att ha kolliderat med en försvarare och kunde inte spela på flera veckor efter det. Han gjorde sin comeback i en match mot Heerenveen efter att ha gjort inledningsmålet av matchen. Ajax förlorade stort med 1–5, vilket blev lagets första förlust för säsongen, . I en annan match mot Twente fick han rött kort och blev avstängd i tre matcher efter att ha sparkat en spelare i kamp om bollen. Han återvände i en match mot Vitesse där han byttes in i den 75:e matchminuten.
Mido satt inte ens på bänken i en match mot Feyenoord i mars 2002, p.g.a. en dispyt med tränaren Ronald Koeman, Mido åkte då på en kort semester till sin hemstad Kairo. Han fick dock avsluta säsongen med liga- och cupseger och gjorde mål i deras vinst mot FC Utrecht vilket gav dem guldet i KNVB-cupen.
I september 2002 avslöjade han att han ville lämna Ajax till vinterns transferfönster. Senare bad han om ursäkt till Koeman och Leo Beenhakker och sa att det var "oansvarigt" gjort. Han blev bestraffad med böter och uteslutande från Ajax match mot Lyon. I december sade han istället att han vill stanna i Ajax.
I februari 2003 gjorde Mido mål i Ajax 6–0-vinst över Willem II Tilburg, men Koeman kritiserade återigen Mido på grund av hans uppträdande i matchen mot Roda JC i KNVB-cupen. Mido uteslöts ur deras nästa match mot Feyenoord, och satt på bänken under hela matchen. Han drabbades av en muskelbristning i ena låret under en vänskapsmatch för Egypten och fick därför inte heller spela mot FC Groningen. Han hamnade i reservtruppen som en disciplinär åtgärd. En av anledningarna ska ha varit att han inte gav tillräckligt mycket vid träningarna. Hans situation i klubben fick upp intresset hos Serie A-klubbar som Juventus och Lazio och Mido ska senare under en träning ha försökt med en tuff tackling mot sin lagkamrat Zlatan Ibrahimović efter ett gräl.
spanska klubben Celta Vigo erbjöd sig att låna Mido i mars 2003, men lånet godkändes inte av FIFA. Senare ändrade sig dock Fifa och lånet gick igenom 18 mars.

### Celta Vigo
Han gjorde sitt första mål för Celta Vigo under sin debutmatch mot Athletic Bilbao, när man vann med 2–1. Ajax värderade Mido till mellan fem och sex miljoner euro och ett antal spanska och italienska klubbar visade intresse för honom. Newcastle ska ha varit nära att lägga ett bud på Mido i maj 2003, men Midos agent Christophe Henrotay dementerade ryktena. Ajax försökte få tillbaka honom till Ajax, men Mido ville hellre stanna i Celta Vigo. Det hade ryktats om en flytt till Roma i sena maj och Romas ordförande erkände att han ville ha Mido, men Ajax krävde då 15 miljoner euro för den egyptiske stjärnan. Ajax tackade även nej till att låna ut honom till Real Betis i juni 2003. Olympique de Marseille ska ha lagt ett bud på Mido och Celta Vigo var inte redo att ge 15 miljoner euro för honom heller. Ajax accepterade ett bud på 12 miljoner euro och Mido skrev på ett femårskontrakt 12 juli 2003, vilket gjorde Mido till tidernas dyraste egyptiska spelare.

### Olympique de Marseille
Mido gjorde sin debut för Olympique de Marseille i en match mot Dinamo Bukarest i en försäsongsmatch där han blev utbytt efter 24 minuter p.g.a. en skada. Han gjorde sina första två mål (och en assist) mot PAOK i en annan försäsongsmatch. Den första officiella matchen för Marseielle spelades 2 augusti 2003 mot Guingamp. Jean-Pierre Papin berömde Mido och sa att det var tack vare honom som fransk fotboll var så högt rankad inom europeisk fotboll den säsongen. Han gjorde mål mot Real Madrid i en Champions League-match i november, men Marseille förlorade trots det med 1–2. Mido meddelade i mars 2004 att han skulle lämna Marseille i slutet av säsongen. En engelsk klubb och flera spanska (Atlético Madrid, Real Zaragoza, Osasuna och hans gamla klubb Celta Vigo) ska ha varit intresserade av Mido, som vid det laget hade blivit överskuggad i Marseille av Didier Drogba.
Mido skadades i april 2004 och det fanns en risk att han inte skulle kunna spela fler matcher för Marseille under säsongen. AS Roma var samtidigt enligt uppgifter intresserade av att skriva kontrakt med Mido för nio miljoner euro. Turkiska Beşiktaş avslöjade att de ville ha Mido, medan han själv hade pratat med Newcastles Bobby Robson om en möjlig övergång.

### Senare karriär
Efter att ha spelat för AS Roma och Tottenham Hotspur FC såldes han till Middlesbrough FC år 2007 för 8 miljoner euro.

## Landslaget
Mido har spelat 44 landskamper och gjort 18 mål för Egypten. Han gjorde sitt första landslagsmål mot Förenade arabemiraten, när Egypten vann med 2–1. Han var inte med i truppen när Egypten spelade African Nations Cup 2004, p.g.a. att han inte kände sig "mentalt redo" för att spela för landslaget.
Egyptens förbundskapten Marco Tardelli petade Mido ur laget i september 2004 efter att Mido påstod sig vara skadad men spelade en vänskapsmatch mot Roma ett dygn senare. Mido nekade till anklagelserna om att inte vilja spela för landslaget, men Egyptens fotbollsförbund menade att han aldrig skulle få spela för Egypten igen.
Tardelli blev dock avskedad från positionen som förbundskapten och i januari 2005 sade fotbollsförbundet att de kunde tänka sig låta Mido spela för landslaget igen om han bad om ursäkt för sitt tidigare beteende. Mido flög till Kairo i februari, gav en offentlig ursäkt och månaden därefter fick han återigen en plats i truppen. Trots det kunde han inte spela VM-kvalet 2006 mot Kamerun p.g.a. en muskelskada som han åsamkades när han spelade för Tottenham.
Återigen hamnade Mido i blåsväder efter att ha bråkat med landslagstränaren Hassan Shehata i semifinalsmatchen mot Senegal i African Nations Cup 2006. Bråket började med att Mido inte tyckte om att han blev utbytt och blev därefter petad ur truppen. Dagen efter bad de dock om ursäkt till varandra, men Mido blev ändå avstängd från landslaget i sex månader. Det logiska var att hans ersättare Amr Zaky avgjorde semifinalen på Midos bekostnad, strax efter att han blivit inbytt. Efter avstängningen kom han dock tillbaka till laget och spelade under kvalet till African Nations Cup 2008, där Egypten för närvarande leder sin grupp med två vinster och tre oavgjorda matcher.